# Calcio alla XXII Universiade
Presentiamo in questa pagina tutti i risultati delle partite di calcio alla XXII Universiade di Taegu,  Corea del Sud, del 2003.
Le gare si sono svolte nei seguenti impianti:
- Daegu Municipal Stadium, Taegu
- Suseong District Stadium, Taegu
- Riverside Football Ground, Taegu
- Gumi Citizens' Stadium, Gumi
- Gimcheon Main Stadium, Gimcheon

## Medaglie
| Posizione | Paese     |
| --------- | --------- |
|           | Giappone  |
|           | Italia    |
|           | Rep. Ceca |
| 4         | Marocco   |

| Posizione | Paese          |
| --------- | -------------- |
|           | Corea del Nord |
|           | Giappone       |
|           | Cina           |
| 4         | Taipei cinese  |

## Torneo maschile
Al torneo maschile parteciparono 16 squadre, inizialmente divise in 4 gironi eliminatori. Le prime due squadre di ogni girone si incrociano e affrontano nel torneo di alta classifica, le restanti in quello di bassa classifica.
| 20 agosto | Corea del Sud | 1 |
| 20 agosto | Thailandia    | 0 |

| 20 agosto | Italia  | 2 |
| 20 agosto | Irlanda | 1 |

| 22 agosto | Thailandia | 1 |
| 22 agosto | Italia     | 0 |

| 22 agosto | Corea del Sud | 1 |
| 22 agosto | Irlanda       | 0 |

| 20 agosto | Irlanda    | 0 |
| 20 agosto | Thailandia | 4 |

| 24 agosto | Corea del Sud | 0 |
| 24 agosto | Italia        | 1 |

| Posizione | Paese         | P.ti | V | P | S | GF | GS | DR |
| --------- | ------------- | ---- | - | - | - | -- | -- | -- |
| 1         | Thailandia    | 6    | 2 | 0 | 1 | 5  | 1  | +4 |
| 2         | Italia        | 6    | 2 | 0 | 1 | 3  | 2  | +1 |
| 3         | Corea del Sud | 6    | 2 | 0 | 1 | 2  | 1  | +1 |
| 4         | Irlanda       | 0    | 0 | 0 | 3 | 1  | 7  | -6 |

| 20 agosto | Giappone | 3 |
| 20 agosto | Nigeria  | 0 |

| 20 agosto | Rep. Ceca | 3 |
| 20 agosto | Sudafrica | 1 |

| 22 agosto | Giappone  | 3 |
| 22 agosto | Sudafrica | 0 |

| 22 agosto | Rep. Ceca | 3 |
| 22 agosto | Nigeria   | 0 |

| 24 agosto | Nigeria   | 3 |
| 24 agosto | Sudafrica | 3 |

| 24 agosto | Giappone  | 2 |
| 24 agosto | Rep. Ceca | 1 |

| Posizione | Paese     | P.ti | V | P | S | GF | GS | DR |
| --------- | --------- | ---- | - | - | - | -- | -- | -- |
| 1         | Giappone  | 9    | 3 | 0 | 0 | 8  | 1  | +7 |
| 2         | Rep. Ceca | 6    | 2 | 0 | 1 | 7  | 3  | +4 |
| 3         | Sudafrica | 1    | 0 | 1 | 2 | 4  | 9  | -3 |
| 4         | Nigeria   | 1    | 0 | 1 | 2 | 3  | 9  | -6 |

| 20 agosto | Ucraina | 2 |
| 20 agosto | Marocco | 0 |

| 20 agosto | Regno Unito | 1 |
| 20 agosto | Messico     | 0 |

| 22 agosto | Ucraina | 0 |
| 22 agosto | Messico | 1 |

| 22 agosto | Regno Unito | 1 |
| 22 agosto | Marocco     | 2 |

| 24 agosto | Ucraina     | 1 |
| 24 agosto | Regno Unito | 2 |

| 24 agosto | Marocco | 1 |
| 24 agosto | Messico | 0 |

| Posizione | Paese       | P.ti | V | P | S | GF | GS | DR |
| --------- | ----------- | ---- | - | - | - | -- | -- | -- |
| 1         | Regno Unito | 6    | 2 | 0 | 1 | 4  | 3  | +1 |
| 2         | Marocco     | 6    | 2 | 0 | 1 | 3  | 3  | 0  |
| 3         | Ucraina     | 3    | 2 | 0 | 1 | 3  | 3  | 0  |
| 4         | Messico     | 3    | 1 | 0 | 2 | 1  | 2  | -1 |

| 20 agosto | Cina   | 1 |
| 20 agosto | Canada | 2 |

| 20 agosto | Uruguay | 1 |
| 20 agosto | Iran    | 2 |

| 22 agosto | Cina | 2 |
| 22 agosto | Iran | 3 |

| 22 agosto | Uruguay | 4 |
| 22 agosto | Canada  | 2 |

| 24 agosto | Cina    | 2 |
| 24 agosto | Uruguay | 0 |

| 24 agosto | Iran   | 2 |
| 24 agosto | Canada | 1 |

| Posizione | Paese   | P.ti | V | P | S | GF | GS | DR |
| --------- | ------- | ---- | - | - | - | -- | -- | -- |
| 1         | Iran    | 9    | 3 | 0 | 0 | 7  | 4  | +3 |
| 2         | Cina    | 3    | 1 | 0 | 2 | 5  | 5  | 0  |
| 3         | Uruguay | 3    | 1 | 0 | 2 | 5  | 6  | -1 |
| 4         | Canada  | 3    | 1 | 0 | 2 | 5  | 7  | -2 |

### Alta Classifica
|  | Quarti di finale | Quarti di finale |           |           | Semifinali                | Semifinali                |  |  | Finale    | Finale |
|  |                  |                  |           |           |                           |                           |  |  |           |        |
|  | 26 agosto        |                  |           |           |                           |                           |  |  |           |        |
|  |                  |                  |           |           |                           |                           |  |  |           |        |
|  | Giappone         | 1 (4)            |           |           |                           |                           |  |  |           |        |
|  | Giappone         | 1 (4)            | 28 agosto |           |                           |                           |  |  |           |        |
|  | Cina             | 1 (2)            |           |           |                           |                           |  |  |           |        |
|  | Cina             | 1 (2)            | Italia    | 3         |                           |                           |  |  |           |        |
|  | 26 agosto        |                  | Italia    | 3         |                           |                           |  |  |           |        |
|  |                  | Rep. Ceca        | 0         |           |                           |                           |  |  |           |        |
|  | Regno Unito      | Rep. Ceca        | 0         | 0         |                           |                           |  |  |           |        |
|  | Regno Unito      |                  | 30 agosto | 0         |                           |                           |  |  |           |        |
|  | Italia           | 2                |           |           |                           |                           |  |  |           |        |
|  | Italia           | 2                | Giappone  | 3         |                           |                           |  |  |           |        |
|  | 26 agosto        |                  | Giappone  | 3         |                           |                           |  |  |           |        |
|  |                  | Italia           | 2         |           |                           |                           |  |  |           |        |
|  | Iran             | Italia           | 2         | 2         |                           |                           |  |  |           |        |
|  | Iran             | 28 agosto        |           | 2         |                           |                           |  |  |           |        |
|  | Rep. Ceca        | 3                |           |           |                           |                           |  |  |           |        |
|  | Rep. Ceca        | 3                | Marocco   | 0         | Finale per il terzo posto | Finale per il terzo posto |  |  |           |        |
|  | 26 agosto        |                  | Marocco   | 0         | Finale per il terzo posto | Finale per il terzo posto |  |  |           |        |
|  |                  | Giappone         | 3         |           |                           |                           |  |  |           |        |
|  | Thailandia       | Giappone         | 3         | 2 (0)     | Marocco                   | 1                         |  |  |           |        |
|  | Thailandia       |                  |           | 2 (0)     | Marocco                   | 1                         |  |  |           |        |
|  | Marocco          | 2 (3)            |           | Rep. Ceca | 3                         |                           |  |  |           |        |
|  | Marocco          | 2 (3)            |           |           | 3                         |                           |  |  |           |        |
|  |                  |                  |           |           |                           |                           |  |  | 30 agosto |        |
|  |                  |                  |           |           |                           |                           |  |  |           |        |

|  | Semifinali 5º/8º posto | Semifinali 5º/8º posto | Semifinali 5º/8º posto |      |            | Finale 5º/6º posto | Finale 5º/6º posto | Finale 5º/6º posto |  |
|  |                        |                        |                        |      |            |                    |                    |                    |  |
|  | Thailandia             | Thailandia             | 2                      |      |            |                    |                    |                    |  |
|  | Thailandia             | Thailandia             | 2                      |      |            |                    |                    |                    |  |
|  | Cina                   | Cina                   | 1                      |      |            |                    |                    |                    |  |
|  | Cina                   | Cina                   | 1                      |      | Thailandia | Thailandia         | 0                  |                    |  |
|  |                        |                        |                        |      | Thailandia | Thailandia         | 0                  |                    |  |
|  |                        |                        | Iran                   | Iran | 5          |                    |                    |                    |  |
|  | Regno Unito            | Regno Unito            | Iran                   | Iran | 5          | 0                  |                    |                    |  |
|  | Regno Unito            | Regno Unito            |                        |      |            | 0                  |                    |                    |  |
|  | Iran                   | Iran                   | 1                      |      |            | Finale 7º/8º posto | Finale 7º/8º posto | Finale 7º/8º posto |  |
|  | Iran                   | Iran                   | 1                      |      |            |                    |                    |                    |  |
|  |                        |                        |                        |      |            |                    |                    |                    |  |
|  |                        |                        |                        |      |            | Cina               | Cina               | 3                  |  |
|  |                        |                        |                        |      |            | Cina               | Cina               | 3                  |  |
|  |                        |                        |                        |      |            | Regno Unito        | Regno Unito        | 1                  |  |

### Bassa Classifica
|  | Quarti di finale | Quarti di finale |           |           | Semifinali             | Semifinali             |  |  | Finale per il 9º posto | Finale per il 9º posto |
|  |                  |                  |           |           |                        |                        |  |  |                        |                        |
|  | 26 agosto        |                  |           |           |                        |                        |  |  |                        |                        |
|  |                  |                  |           |           |                        |                        |  |  |                        |                        |
|  | Irlanda          | 0                |           |           |                        |                        |  |  |                        |                        |
|  | Irlanda          | 0                | 28 agosto |           |                        |                        |  |  |                        |                        |
|  | Ucraina          | 4                |           |           |                        |                        |  |  |                        |                        |
|  | Ucraina          | 4                | Ucraina   | 1 (4)     |                        |                        |  |  |                        |                        |
|  | 26 agosto        |                  | Ucraina   | 1 (4)     |                        |                        |  |  |                        |                        |
|  |                  | Uruguay          | 1 (5)     |           |                        |                        |  |  |                        |                        |
|  | Nigeria          | Uruguay          | 1 (5)     | 0         |                        |                        |  |  |                        |                        |
|  | Nigeria          |                  | 30 agosto | 0         |                        |                        |  |  |                        |                        |
|  | Uruguay          | 2                |           |           |                        |                        |  |  |                        |                        |
|  | Uruguay          | 2                | Uruguay   | 2         |                        |                        |  |  |                        |                        |
|  | 26 agosto        |                  | Uruguay   | 2         |                        |                        |  |  |                        |                        |
|  |                  | Corea del Sud    | 3         |           |                        |                        |  |  |                        |                        |
|  | Sudafrica        | Corea del Sud    | 3         | 2         |                        |                        |  |  |                        |                        |
|  | Sudafrica        | 28 agosto        |           | 2         |                        |                        |  |  |                        |                        |
|  | Canada           | 0                |           |           |                        |                        |  |  |                        |                        |
|  | Canada           | 0                | Sudafrica | 1         | Finale per l'11º posto | Finale per l'11º posto |  |  |                        |                        |
|  | 26 agosto        |                  | Sudafrica | 1         | Finale per l'11º posto | Finale per l'11º posto |  |  |                        |                        |
|  |                  | Corea del Sud    | 2         |           |                        |                        |  |  |                        |                        |
|  | Corea del Sud    | Corea del Sud    | 2         | 3         | Ucraina                | 5                      |  |  |                        |                        |
|  | Corea del Sud    |                  |           | 3         | Ucraina                | 5                      |  |  |                        |                        |
|  | Messico          | 1                |           | Sudafrica | 1                      |                        |  |  |                        |                        |
|  | Messico          | 1                |           |           | 1                      |                        |  |  |                        |                        |
|  |                  |                  |           |           |                        |                        |  |  | 30 agosto              |                        |
|  |                  |                  |           |           |                        |                        |  |  |                        |                        |

|  | Semifinali 13º/16º posto | Semifinali 13º/16º posto | Semifinali 13º/16º posto |         |         | Finale 13º/14º posto | Finale 13º/14º posto | Finale 13º/14º posto |  |
|  |                          |                          |                          |         |         |                      |                      |                      |  |
|  | Irlanda                  | Irlanda                  | 2 (5)                    |         |         |                      |                      |                      |  |
|  | Irlanda                  | Irlanda                  | 2 (5)                    |         |         |                      |                      |                      |  |
|  | Nigeria                  | Nigeria                  | 2 (4)                    |         |         |                      |                      |                      |  |
|  | Nigeria                  | Nigeria                  | 2 (4)                    |         | Messico | Messico              | 1                    |                      |  |
|  |                          |                          |                          |         | Messico | Messico              | 1                    |                      |  |
|  |                          |                          | Irlanda                  | Irlanda | 2       |                      |                      |                      |  |
|  | Messico                  | Messico                  | Irlanda                  | Irlanda | 2       | 1                    |                      |                      |  |
|  | Messico                  | Messico                  |                          |         |         | 1                    |                      |                      |  |
|  | Canada                   | Canada                   | 0                        |         |         | Finale 15º/16º posto | Finale 15º/16º posto | Finale 15º/16º posto |  |
|  | Canada                   | Canada                   | 0                        |         |         |                      |                      |                      |  |
|  |                          |                          |                          |         |         |                      |                      |                      |  |
|  |                          |                          |                          |         |         | Canada               | Canada               | 3                    |  |
|  |                          |                          |                          |         |         | Canada               | Canada               | 3                    |  |
|  |                          |                          |                          |         |         | Nigeria              | Nigeria              | 2                    |  |

## Torneo femminile
| 20 agosto | Corea del Sud | 3 |
| 20 agosto | Canada        | 1 |

| 20 agosto | Canada  | 1 |
| 20 agosto | Irlanda | 4 |

| 22 agosto | Corea del Sud | 3 |
| 22 agosto | Irlanda       | 2 |

| 22 agosto | Corea del Sud | 1 |
| 22 agosto | Irlanda       | 0 |

| 20 agosto | Irlanda    | 0 |
| 20 agosto | Thailandia | 4 |

| 24 agosto | Corea del Sud | 0 |
| 24 agosto | Italia        | 1 |

| Posizione | Paese         | P.ti | V | P | S | GF | GS | DR |
| --------- | ------------- | ---- | - | - | - | -- | -- | -- |
| 1         | Thailandia    | 6    | 2 | 0 | 1 | 5  | 1  | +4 |
| 2         | Italia        | 6    | 2 | 0 | 1 | 3  | 2  | +1 |
| 3         | Corea del Sud | 6    | 2 | 0 | 1 | 2  | 1  | +1 |
| 4         | Irlanda       | 0    | 0 | 0 | 3 | 1  | 7  | -6 |

| 20 agosto | Giappone | 3 |
| 20 agosto | Nigeria  | 0 |

| 20 agosto | Rep. Ceca | 3 |
| 20 agosto | Sudafrica | 1 |

| 22 agosto | Giappone  | 3 |
| 22 agosto | Sudafrica | 0 |

| 22 agosto | Rep. Ceca | 3 |
| 22 agosto | Nigeria   | 0 |

| 24 agosto | Nigeria   | 3 |
| 24 agosto | Sudafrica | 3 |

| 24 agosto | Giappone  | 2 |
| 24 agosto | Rep. Ceca | 1 |

| Posizione | Paese     | P.ti | V | P | S | GF | GS | DR |
| --------- | --------- | ---- | - | - | - | -- | -- | -- |
| 1         | Giappone  | 9    | 3 | 0 | 0 | 8  | 1  | +7 |
| 2         | Rep. Ceca | 6    | 2 | 0 | 1 | 7  | 3  | +4 |
| 3         | Sudafrica | 1    | 0 | 1 | 2 | 4  | 9  | -3 |
| 4         | Nigeria   | 1    | 0 | 1 | 2 | 3  | 9  | -6 |

| 20 agosto | Ucraina | 2 |
| 20 agosto | Marocco | 0 |

| 20 agosto | Regno Unito | 1 |
| 20 agosto | Messico     | 0 |

| 22 agosto | Ucraina | 0 |
| 22 agosto | Messico | 1 |

| 22 agosto | Regno Unito | 1 |
| 22 agosto | Marocco     | 2 |

| 24 agosto | Ucraina     | 1 |
| 24 agosto | Regno Unito | 2 |

| 24 agosto | Marocco | 1 |
| 24 agosto | Messico | 0 |

| Posizione | Paese       | P.ti | V | P | S | GF | GS | DR |
| --------- | ----------- | ---- | - | - | - | -- | -- | -- |
| 1         | Regno Unito | 6    | 2 | 0 | 1 | 4  | 3  | +1 |
| 2         | Marocco     | 6    | 2 | 0 | 1 | 3  | 3  | 0  |
| 3         | Ucraina     | 6    | 2 | 0 | 1 | 3  | 3  | 0  |
| 4         | Messico     | 3    | 1 | 0 | 2 | 1  | 2  | -1 |

| 20 agosto | Cina   | 1 |
| 20 agosto | Canada | 2 |

| 20 agosto | Uruguay | 1 |
| 20 agosto | Iran    | 2 |

| 22 agosto | Cina | 2 |
| 22 agosto | Iran | 3 |

| 22 agosto | Uruguay | 4 |
| 22 agosto | Canada  | 2 |

| 24 agosto | Cina    | 2 |
| 24 agosto | Uruguay | 0 |

| 24 agosto | Iran   | 2 |
| 24 agosto | Canada | 1 |

| Posizione | Paese   | P.ti | V | P | S | GF | GS | DR |
| --------- | ------- | ---- | - | - | - | -- | -- | -- |
| 1         | Iran    | 9    | 3 | 0 | 0 | 7  | 4  | +3 |
| 2         | Cina    | 3    | 1 | 0 | 2 | 5  | 5  | 0  |
| 3         | Uruguay | 3    | 1 | 0 | 2 | 5  | 6  | -1 |
| 4         | Canada  | 3    | 1 | 0 | 2 | 5  | 7  | -2 |